# Hieracium anglorum
Hieracium anglorum es una especie de planta con flor del género Hieracium, de la familia Asteraceae, orden Asterales.

## Distribución
Hieracium anglorum se distribuye por Inglaterra y Gales.

## Taxonomía
Fue descrita científicamente por P. D. Sell. Fue publicada en Willdenowia 37: 144 (2007).